# Matrice d'Abell
La matrice d'Abell (en anglais : Three Dimensional Business Definition Model) est une méthode proposée dans les années 1970 par le professeur de stratégie marketing Derek F. Abell (en) (né en 1938). Elle fournit une méthode simple et efficace[réf. souhaitée] pouvant être utilisée chaque fois qu'il est nécessaire d'expliciter de façon logique et exhaustive les composantes d'une stratégie ou d'une politique.
Introduite initialement pour l'analyse d'objet de « haut niveau » (niveaux stratégique ou politique) la méthode est aujourd'hui[Quand ?] utilisée avec succès[réf. souhaitée] par les praticiens (en gestion ou marketing) pour étudier des objets plus « simples » (définition d'activités ou conception de produits ou services).

## Principe général
La matrice conduit à mener une réflexion itérative selon 3 axes :
- « QUI ? » : L'objectif est d'identifier et de cerner complètement le profil du client ou du groupe de clients potentiellement intéressés par le produit, l'activité ou l'action concernée (en tant que consommateur, utilisateur ou partie prenante).
- « QUOI ? » : l'objectif est de repérer et caractériser la solution (produit, activité ou action) sous l'angle des fonctionnalités qu'elle est censée apporter au QUI défini par le questionnement précédent.
- « COMMENT ? » : l'objectif est de décrire les techniques (c'est-à-dire plus concrètement les méthodes, outils, métiers, moyens ou façons de faire) propres à délivrer les fonctionnalités définies par le questionnement précédent.

### L'axe Clientèle: «QUI?»
Les réponses à la question permettent de segmenter l'axe selon les groupes de « clients » (consommateurs, utilisateurs ou partie prenante). Il s'agit de retenir la segmentation la plus pertinente et la plus éclairante dans le cadre d'étude concerné. On obtiendra ainsi des segmentations très diverses, comme par exemple :
- segmentation de clients particuliers et/ou professionnels
- segmentation de clients par localisation géographique, sédentaires ou nomades
- segmentation de clients par statut : Privé, public, semi-public...
- segmentation de clients par métiers ou rôle dans une filière techno-économique.
- segmentation par catégorie socio-professionnelle, niveau de pouvoir d'achat, niveau de formation ou de qualification

### L'axe Solution: «QUOI?»
Les réponses à la question permettent de repérer et de segmenter les fonctionnalités de la solution censée correspondre aux différents clients déterminés précédemment. Les réponses fonctionnelles peuvent adresser tous les domaines de la satisfaction des attentes et des besoins d'un client.
On peut donc s'attendre à des fonctionnalités qui visent une meilleure efficacité ou efficience, une meilleure gestion des risques, un plus grand bien-être, etc.

### L'axe Technique: «COMMENT?»
Les réponses à la question identifient et caractérisent les moyens par lesquels les fonctionnalités mises en évidence pourront être effectivement délivrées et apportées aux clients listés précédemment. Les réponses peuvent varier en fonction des domaines :
- Techniques de fabrication : Choix d'utilisation de tel ou tel procédé technique ou d'une forme d'organisation spécifique (fabrication en continu, en séries, à la commande, etc.)
- Techniques de distribution : Circuit direct (à domicile, par internet, par correspondance...) Circuit long (détaillants, grossistes, grande distribution, Distribution spécialisée)
- Technologies de mise à disposition : Licence d'utilisation, Utilisation à distance, Utilisation hautement personnalisée, etc.